# KiCk i
KiCk i — четвёртый студийный альбом венесуэльской певицы и музыкального инженера Арки, выход которого состоялся 26 июня 2020 года. В поддержку альбома было выпущено четыре сингла: Nonbinary, вышедший 30 апреля 2020, Time, выпущенный 20 мая, Mequetrefe, вышедший 17 июня, и KLK, выпущенный 22 июня. Включает в себя коллаборации с Бьорк, Росалией, Shygirl и Sophie.

## Об альбоме
Вскоре после выпуска своего 62-минутного сингла @@@@@ Арка сообщила изданию «Garage Magazine» 8 марта, что она планирует выпустить четвёртый студийный альбом летом 2020 года и он будет включать совместные работы с исландской исполнительницей Бьорк и испанской певицей Росалией. Арка пояснила, что «было чёткое намерение позволить каждому выразиться по-своему. Не решать, сколько эфирного времени получит каждый сам, а учесть самопроизвольную модуляцию между ними».
Альбом, включающий в себе 12 песен, был слит 21 марта 2020 года до объявления даты релиза. Спустя пару месяцев 20 мая Арка объявила через социальные сети дату выпуска альбома, а также трек-лист и обложку, над которой работали каталонская художница Карлота Геррера, Карлос Саез и сама венесуэльская певица. Альбом стал доступен для предварительного заказа в тот же день, как был анонсирован, однако выход на цифровых носителях, CD-диске и LP, для Соединённого Королевства запланирован на 17 июля 2020.

## Отзывы критиков
| Совокупная оценка    | Совокупная оценка |
| Источник             | Оценка            |
| -------------------- | ----------------- |
| Album of the Year    | 81/100            |
| AnyDecentMusic?      | 7.7/10            |
| Metacritic           | 81/100            |
| Оценки критиков      |                   |
| Источник             | Оценка            |
| Loud and Quiet       | 9/10              |
| Exclaim!             | 9/10              |
| Paste Magazine       | 8.8/10            |
| NME                  | [ 12 ]            |
| Slant Magazine       | [ 13 ]            |
| The Guardian         | [ 14 ]            |
| The Line of Best Fit | 7.5/10            |
| Pitchfork            | 7.5/10            |

## Список композиций
Все музыкальные композиции написаны и спродюсированы Аркой.
| №                   | Название                         | Длительность |
| ------------------- | -------------------------------- | ------------ |
| 1.                  | «Nonbinary»                      | 2:19         |
| 2.                  | «Time»                           | 2:45         |
| 3.                  | «Mequetrefe»                     | 2:20         |
| 4.                  | «Riquiquí»                       | 2:39         |
| 5.                  | «Calor»                          | 3:32         |
| 6.                  | «Afterwards» (при участии Бьорк) | 4:02         |
| 7.                  | «Watch» (при участии Shygirl)    | 2:28         |
| 8.                  | «KLK» (при участии Росалии)      | 3:47         |
| 9.                  | «Rip the Slit»                   | 2:54         |
| 10.                 | «La Chíqui» (при участии Sophie) | 2:47         |
| 11.                 | «Machote»                        | 2:57         |
| 12.                 | «No Queda Nada»                  | 5:37         |
| Общая длительность: | Общая длительность:              | 38:13        |